# Panava peruana
Panava peruana är en tvåvingeart som beskrevs av Guilherme A.M.Lopes 1978. Panava peruana ingår i släktet Panava och familjen köttflugor.
Artens utbredningsområde är Peru. Inga underarter finns listade i Catalogue of Life.